# Torquigener squamicauda
Torquigener squamicauda är en fiskart som först beskrevs av Ogilby 1910.  Torquigener squamicauda ingår i släktet Torquigener och familjen blåsfiskar. Inga underarter finns listade i Catalogue of Life.